# 화덕

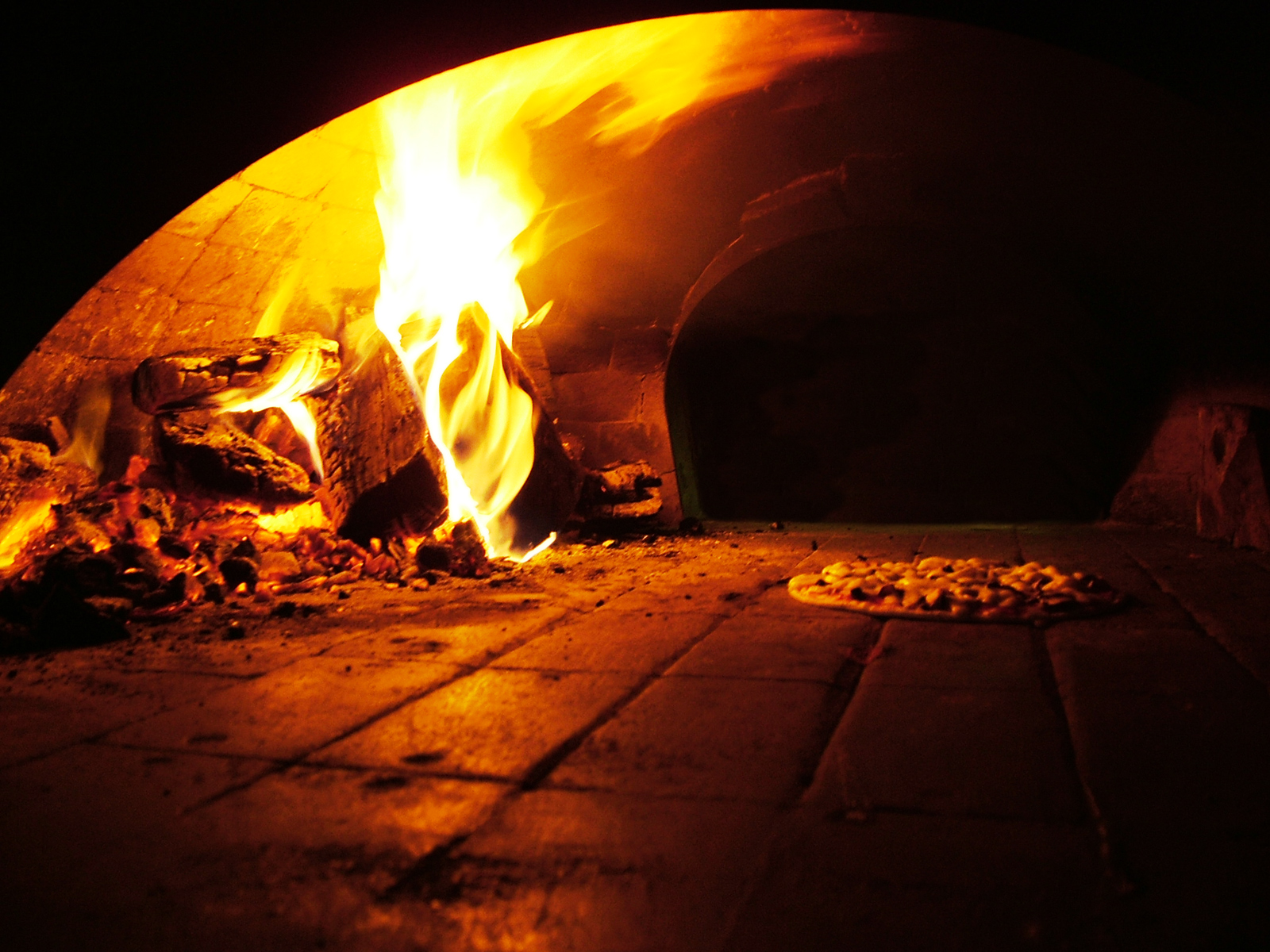
화덕에서 구워지고 있는 피자

화덕은 내화성 벽돌, 콘크리트, 암석, 점토로 만든 공간에서 요리하는 오븐이다. 19세기 전통적인 화덕은 장작이나 석탄이 일반적이었지만, 현대 화덕은 천연가스나 전기로 된 화덕도 있다. 화덕에서는 빵과 피자가 주로 조리되며, 이전에는 구운 요리 전반에 사용되고 있었다.